# URISC
URISC (от англ. Ultimate RISC, дос. «граничний випадок процесора типу RISC», «комп'ютер зі скороченим набором інструкцій») – комп'ютер, в якому виконується тільки один тип інструкцій: зазвичай це «reverse-subtract and skip if borrow», що означає «відняти і пропустити наступну інструкцію, якщо від'ємник більше зменшуваного» відповідно. Аналогічна концепція, заснована саме на «subtract and branch unless positive» — «відняти і перейти, якщо результат не позитивний», називається SUBLEQ.
Також можливий варіант, при якому доступна тільки одна інструкція — пересилання (move), а для виконання операцій використовується АЛП, розміщений в пам'яті.
URISC є повним за Тюрингом.
URISC також відомий в сучасній літературі як OISC (англ. One Instruction Set Computer).
Найпростіша інструкція — BitBitJump. Вона містить три адреси, копіює один біт з першої адреси в другу і передає управління на третю адресу. Оскільки послідовність інструкцій може змінити адресу, на яку перейде управління (самомодифікований код), процесор здатний виконувати будь-які обчислення, які може виконати звичайний комп'ютер.